# テオバルト・フォン・ベートマン・ホルヴェーク
テオバルト・テオドール・フリードリヒ・アルフレート・フォン・ベートマン・ホルヴェーク（Theobald Theodor Friedrich Alfred von Bethmann Hollweg, 1856年11月29日 – 1921年1月1日）は、ドイツの内務官僚、政治家。第一次世界大戦開戦時のドイツ帝国の宰相。「灰色の猊下 (Gray Cardinal) 」と呼ばれた。

## 来歴

### 出自
1856年11月29日、地方公務員フェリックス・フォン・ベートマン・ホルヴェークの息子としてブランデンブルク州ホーエンフィノウに生まれる。祖父アウグスト・フォン・ベートマン・ホルヴェークは著名な法律学者で、ベルリンのフリードリヒ・ヴィルヘルム大学学長・プロイセン王国文化大臣を歴任した。先祖はホルヴェーク姓だったが、1748年に曽祖父ヨハン・ヤーコプ・フォン・ホルヴェークが、フランクフルト・アム・マインでベートマン銀行を経営するベートマン家の娘と結婚し、ベートマン・ホルヴェーク姓に改めた。母親のイザベラ・ド・ルージュモンはフランス系スイス人であった。

### 政治家
ベートマン・ホルヴェークはストラスブール大学、ライプツィヒ大学、フリードリヒ・ヴィルヘルム大学で学んだ後、1882年にプロイセン内務省に入省。1899年にブランデンブルク州知事に就任し、7月に元プロイセン首相エルンスト・フォン・プフェルの娘マーサと結婚した。1905年にプロイセン内務大臣に就任し、1907年に帝国国務大臣に転任する。1909年にベルンハルト・フォン・ビューローの辞任に伴い、後任として帝国宰相に就任する。

### ドイツ宰相

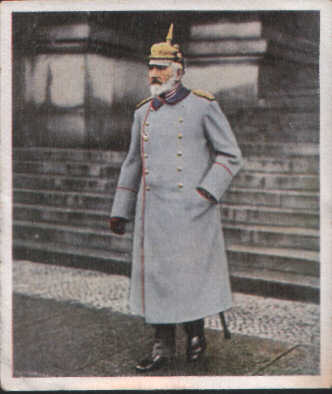
軍装のベートマン・ホルヴェーク（軍人ではないが、大戦中に将軍の軍服を着る名誉を与えられた）

ベートマン・ホルヴェークは、イギリスとの建艦競争を避け宥和政策を掲げたが、海軍大臣アルフレート・フォン・ティルピッツの反対に遭い失敗している。1911年の第二次モロッコ事件が発生し緊張状態となるが、イギリスとの関係改善は進められた。バルカン戦争の際にはイギリス外務大臣エドワード・グレイと協力し緊張緩和に努め、3B政策についての妥協を求める交渉もしている。
国内政治においても、ベートマン・ホルヴェークは左派の社会主義者、自由主義者と右派の民族主義者の間で妥協し合い、他の政治家との対立を避けていた。
1914年6月28日、サラエボ事件が発生すると外務大臣ゴットリーブ・フォン・ヤゴーとともにオーストリア＝ハンガリー帝国を全面的に支援するため尽力した。グレイはオーストリアとセルビア王国の調停を提案したが、オーストリアが開戦を躊躇うことを危惧し提案を無視した。しかし、ベートマン・ホルヴェークもヤゴーも第一次世界大戦のような全面戦争は想定しておらず、オーストリア最後通牒が通達され事態の重大さを知り辞任を申し出たが、ヴィルヘルム2世に「君は自分が食べるためにシチューを作ったのだろう」と返答され拒否された。
戦前の外交政策の多くがイギリスとの良好な関係を築くことにあったベートマン・ホルヴェークにとって、ドイツがフランスに侵攻した際、ベルギーの中立を破ってイギリスが宣戦布告したことに特に憤慨している。エドワード・ゴッシェン駐独イギリス大使に、「紙くず」（1839年のベルギーの中立を保障するロンドン条約）のために、どうしてイギリスは戦争をするのか、と尋ねたという。
ベートマン・ホルヴェークは、イギリスが参戦した場合の計画をいくつか立てており、イギリスの植民地を不安定にする計画、特にヒンドゥー＝ドイツの陰謀に深くかかわっていた。
通説では、大戦中のベートマン・ホルヴェークは穏健政策を執ろうとしたが陸軍参謀本部の独走に振り回されたと見られている。しかし、歴史家フリッツ・フィッシャーの研究では、従来考えられていたよりも積極的に強硬派の意見を採用し、1914年9月にはポーランド全域を併合した後に住民を強制に立ち退かせ、ドイツ人を直接入植させ生存圏を確立する「9月計画」を検討していたことが指摘されている。
ベートマン・ホルヴェークはアメリカ合衆国のウッドロウ・ウィルソンを仲介に条件付き和平を模索しており、1916年夏にエーリヒ・フォン・ファルケンハインを追い落として軍部の実権を掌握したパウル・フォン・ヒンデンブルクとエーリヒ・ルーデンドルフ（それぞれ東部方面軍司令官、参謀長）の主張する無制限潜水艦作戦に反対していたが、彼らは1917年3月、ヘニング・フォン・ホルツェンドルフ提督の覚書により無制限潜水艦戦の採用を強行したのである。軍部の方針に反対するベートマン・ホルヴェークは次第に政府内で影響力を失っていき、1917年7月13日にライヒ議会でマティアス・エルツベルガーの平和決議が社会民主党、ドイツ進歩党、中央党の連合で可決され、さらに軍部の意向に沿う宰相を望んだルーデンドルフに追われる形で辞任した。後任のライヒ宰相には当時ほとんど無名だったゲオルク・ミヒャエリスが就任した。それ以降ドイツ国内の戦争指導や外交その他の行政はヒンデンブルク、ルーデンドルフ率いる軍部（陸軍最高司令部）の以降に沿う形となることになり、事実上の軍部独裁体制が確立した。
1918年、ドイツ国内の戦争支持は、ストライキや政治的扇動によってますます脅かされるようになった。10月、ドイツ帝国海軍の水兵たちが、イギリス海軍との最終対決に向け出港を命じられると反乱を起こした。このキールの反乱は、ドイツ11月革命の引き金となり、戦争は終結した。ベートマン・ホルヴェークはライヒ議会を説得し、和平交渉に応じることを選択させようとした。

### 死去
1919年6月、連合国がヴィルヘルム2世を訴追しようとした際に、代わりに被告として裁判を受けると申し出て注目を集めた。しかし、この申し出は最高戦争評議会によって黙殺されている。ベートマン・ホルヴェークは故郷に戻り回顧録を執筆しながら余生を過ごすが、1920年のクリスマスに風邪をひいて急性肺炎を引き起こし、1921年1月1日に死去した。